# パルテノリド
パルテノリド（Parthenolide、パルテノライド）は、ナツシロギク (Tanacetum parthenium) に含まれる植物由来のセスキテルペンラクトン (ゲルマクラノリド類、germacranolides) である。花や果実に多く含まれている。
ナツシロギクは生薬としてよく知られている。錠剤やチンキ剤として偏頭痛の緩和や血栓の予防に用いられているほか、抗炎症剤として関節炎の緩和や、消化剤としてある種の生理不順の緩和に用いられている。パルテノリドは主活性成分である。ナツシロギク生薬を販売している多くの企業が、製品中のパルテノリドの含量を示している。

## 生理活性
パルテノリドは、炎症関連転写因子であるNF-κBのp65サブユニットの38番目のシステイン残基に直接結合し（マイケル付加を参照）、NF-κBのDNAへの結合を阻害することで、抗炎症作用を示す。また、IκB（NF-κBの活性を阻害しているタンパク質）キナーゼ (IKK) βサブユニットの179番目のシステイン残基に直接結合してIKKの活性を阻害することで、IκBの分解を抑制し、間接的にNF-κBの活性化を阻害する機構も明らかにされている。
パルテノリドは抗がん剤候補化合物である。パルテノリドは急性骨髄性白血病 (AML) 細胞においてアポトーシスを誘導するのに対して、正常な骨髄細胞に対しては比較的細胞毒性を示さない。さらに、パルテノリドはAMLの原因である幹細胞を殺すため、病気の根本から治療できる可能性がある。また、非ステロイド性抗炎症薬のスリンダク (Sulindac) との併用で肝がん]細胞に対して増殖抑制活性を示す。
パルテノリドは水に溶解しないため薬としての応用が制限されているが、より吸収されやすく経口投与可能なアミノ誘導体（パルテノリドのプロドラッグ）が開発されている。
リーシュマニア症の原因である原虫リーシュマニアに対して活性を示す。
パクリタキセルと同様に微小管を安定化するがその活性は弱い。
NFκ-Bの活性化を抑制し、リポ多糖 (LPS) で誘導される骨融解を阻止する。

## 単離と構造決定
パルテノリドは1959年にナツシロギク Chrysanthemum parthenium より単離され、学名partheniumから命名された。1965年に平面構造が決定された。1966年にラクトン環部分の絶対立体配置が決定され、エポキシドの絶対立体配置は1976年にX線結晶構造解析により決定された。